# Schwarz-Erle

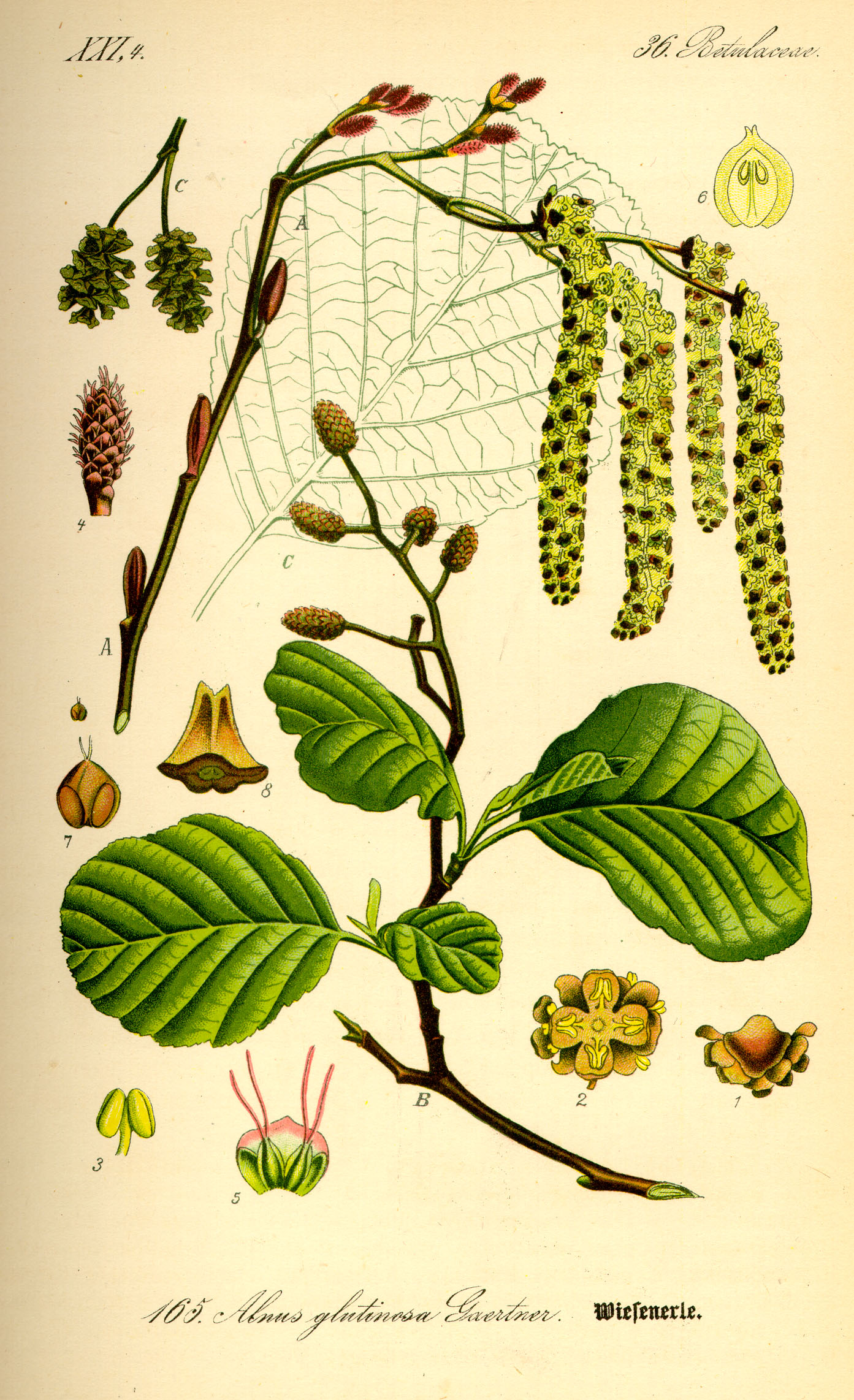
Abbildung der Schwarz-Erle in Otto Wilhelm Thomés „Flora von Deutschland, Österreich und der Schweiz“, das 1885 in Gera erschien
A blühender Zweig; B Fruchtzweig;
C die verholzten, stehen gebliebenen Deckblätter eines entleerten Fruchtzapfens;
1 Kätzchenschuppe mit drei männlichen Blüten vom Scheitel gesehen;
2 ein solches Blütenknäuel eben ganz von vorne gesehen, sodass die Schuppe verdeckt ist;
3 Staubbeutel; 4 weibliches Kätzchen; 5 Deckblatt eines weiblichen Kätzchens mit 2 Blüten;
6 Längsschnitt durch den Fruchtknoten; 7 Same, natürliche Grösse und vergrössert;
8 verholztes Deckblatt eines weiblichen Kätzchens (Zapfens); 9 ausgewachsenes Blatt.
1 bis 8 sind vergrössert dargestellt.

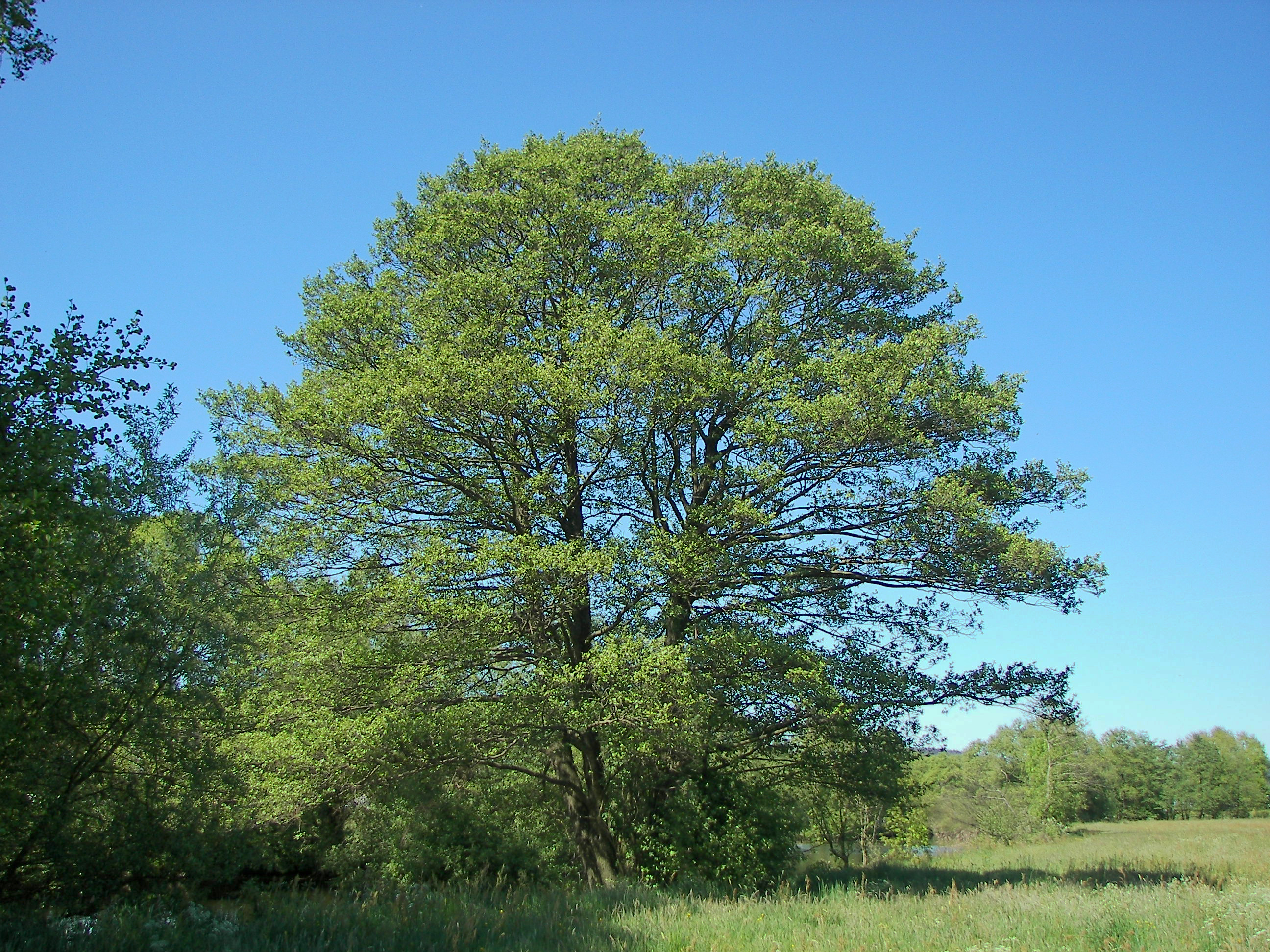
Die Schwarz-Erle im Sommer

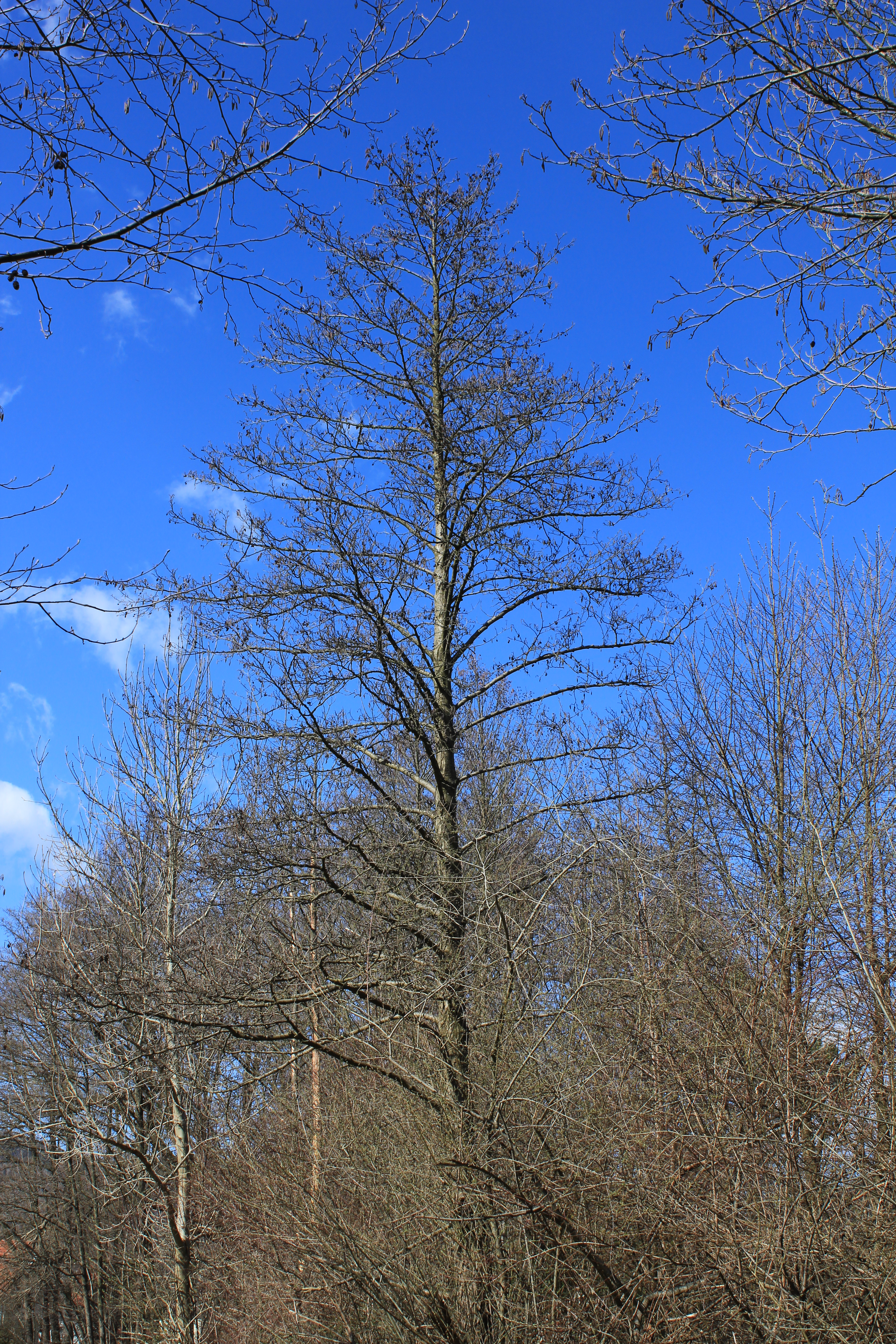
Die Schwarz-Erle im Winter

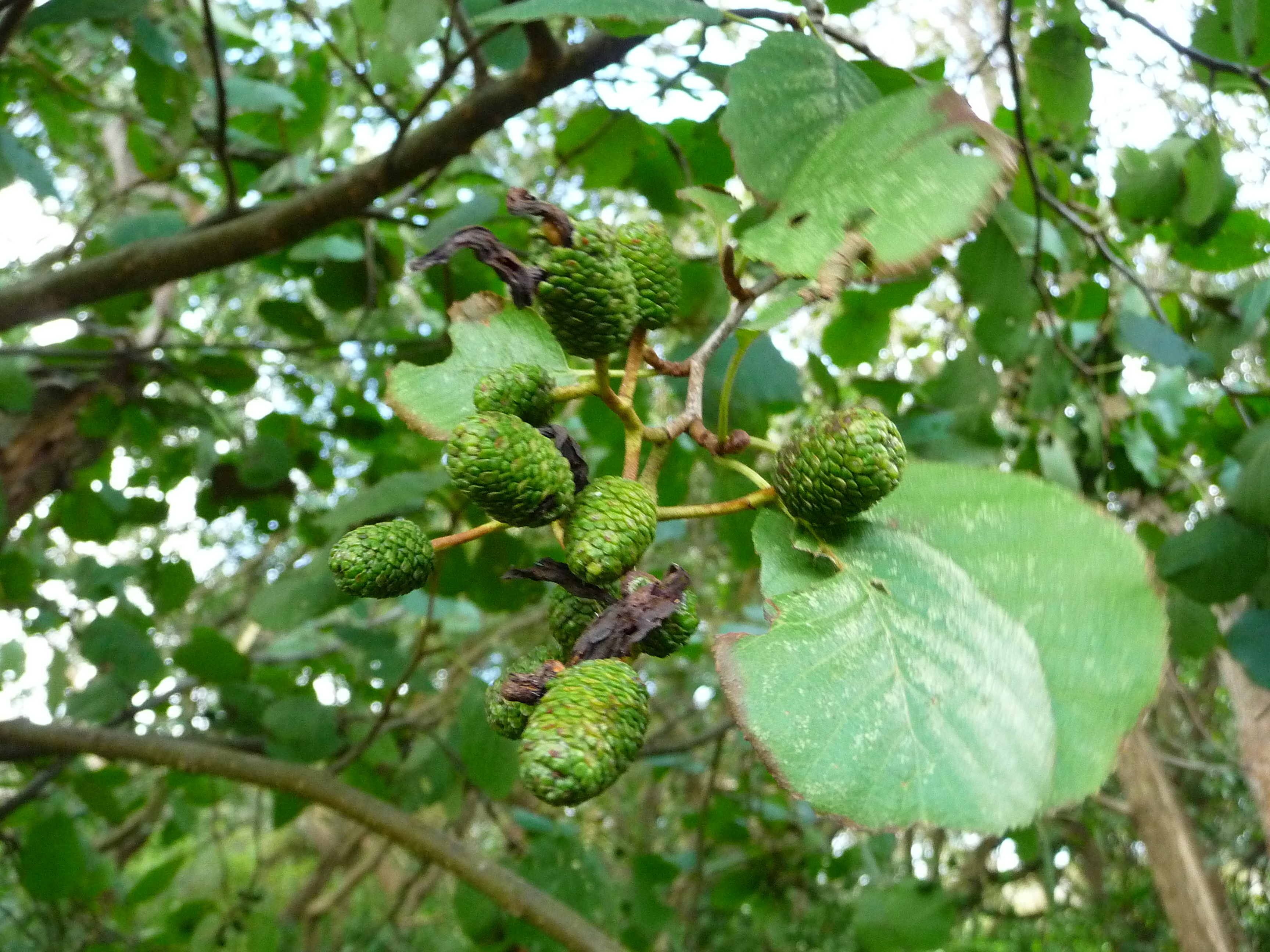
Blätter und unreife Fruchtstände

Die Schwarz-Erle (Alnus glutinosa), auch in der Schreibweise Schwarzerle, ist ein mittelgroßer Laubbaum aus der Gattung der Erlen und gehört damit zur Familie der Birkengewächse (Betulaceae). Weitere gebräuchliche Namen für die Schwarz-Erle sind Eller oder Else. Weil sich frisch geschnittenes Holz rot färbt, wird sie auch Rot-Erle genannt – ein Name, der jedoch auch für die in Nordamerika beheimatete Rot-Erle (Alnus rubra) verwendet wird.
Die Schwarz-Erle ist in ganz Europa verbreitet und fehlt nur im Norden Skandinaviens. Sie ist durch ihre zäpfchenartigen Fruchtstände, die über den Winter am Baum bleiben, durch die vorne abgerundeten bis eingekerbten Blätter, die kahlen Triebe und durch die schwarzbraune, zerrissene Borke älterer Bäume einfach zu erkennen. Ihr vergleichsweise niedriges Höchstalter von 120 Jahren, ihr rasches Wachstum und das hohe Lichtbedürfnis junger Bäume weisen die Art als Pionierbaumart aus. Auf den meisten Standorten ist sie damit der Konkurrenz anderer Arten auf Dauer nicht gewachsen.
Sie ist jedoch anderen Laubbäumen auf ausgesprochen nassen, grundwasserbeeinflussten oder zeitweise überschwemmten Standorten überlegen und bildet dort auch Reinbestände, so zum Beispiel im Spreewald südlich von Berlin. Da man die Erle häufig in feuchten, auch sumpfigen Gebieten findet, die als unheimlich galten, wird sie im Volksglauben häufig mit dem Teufel und Hexerei in Verbindung gebracht. Erlenholz ist unter Wasser äußerst beständig. Es wurde daher schon in der Jungsteinzeit für Pfahlbauten verwendet. Auch Venedig wurde auf Eichen- und Erlenholz errichtet. Die Schwarz-Erle wurde in Deutschland zum Baum des Jahres 2003 bestimmt.

## Beschreibung

### Erscheinungsform
Die Schwarz-Erle ist ein sommergrüner Laubbaum und erreicht eine Höhe von 30 Metern, selten auch bis zu 40 Metern mit Stammdurchmessern bis über 1,5 Meter. Der Stamm ist von geradem Wuchs und erstreckt sich bis zur Kronenspitze. Die Kronenformen sind innerhalb des Verbreitungsgebiets sehr unterschiedlich, üblicherweise wird sie als pyramidal beschrieben. Auffallend ist die bis ins hohe Alter auftretende Syllepsis (Entstehung von Seitentrieben ohne Knospenstadium); an jüngeren Bäumen können sich die sylleptischen Seitentriebe sogar noch einmal sylleptisch verzweigen. Die Schwarz-Erle erreicht mit 100 bis 120 Jahren ein vergleichsweise geringes Alter; Bäume aus Stockausschlägen erlangen selbst dieses Alter nicht.

### Rinde und Holz

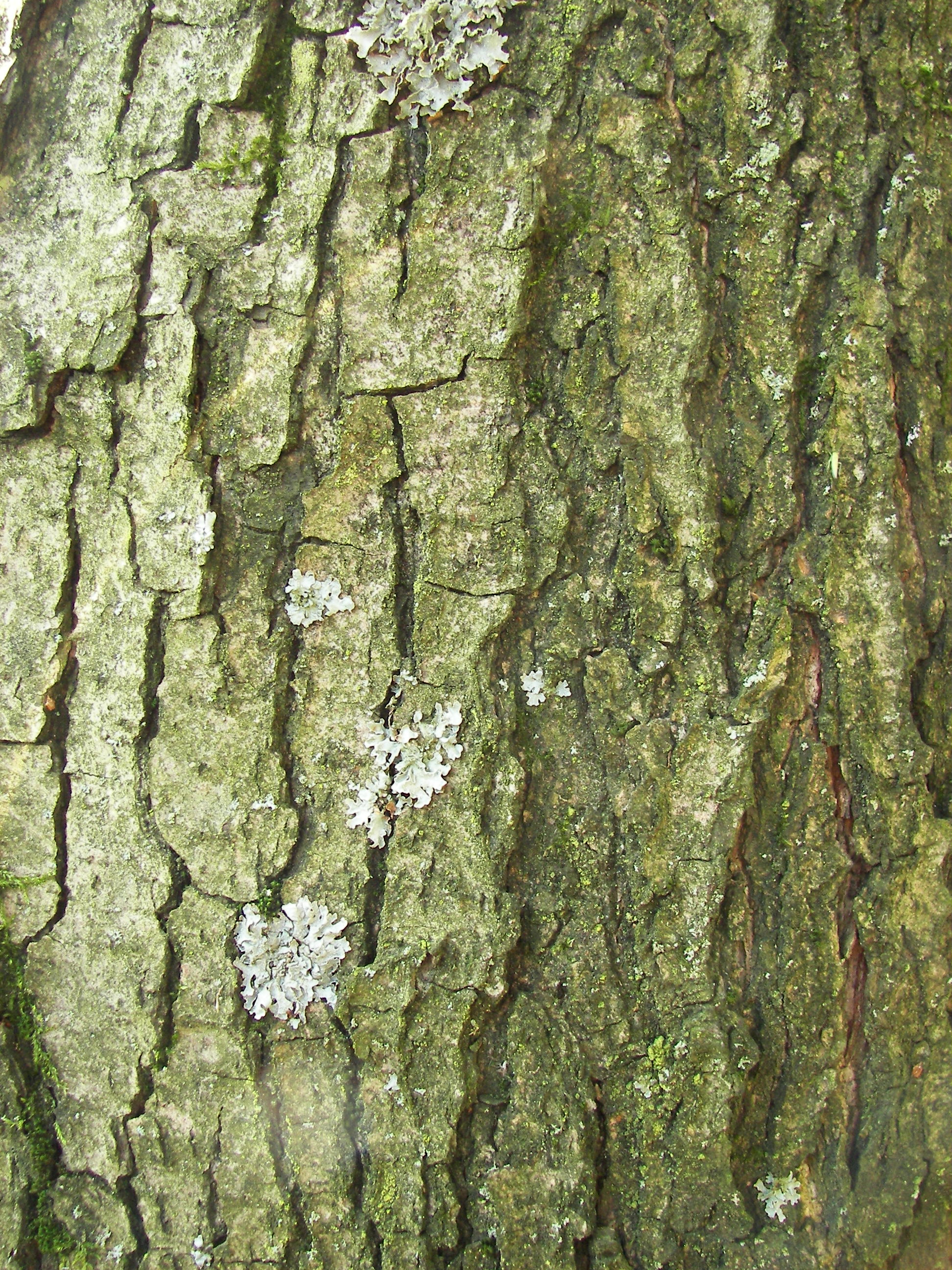
Rinde

Die Rinde junger Bäume ist grünlich braun, glänzend, glatt und zeigt zahlreiche quer stehende Korkporen. Sie entwickelt sich bei älteren Bäumen zu einer dunkelgrauen bis schwarzbraunen und durch Risse in kleine, eckige Stücke geteilten Schuppenborke. Der Gerbstoffgehalt der Rinde beträgt etwa 9 %.
Erlenholz gehört zu den Splintholzarten, Kernholz und Splintholz sind also farblich gleich. Das Holz ist zerstreutporig, die Jahrringe sind kaum sichtbar. Nach dem Fällen erscheint das Holz zunächst weißlich bis rötlich, verfärbt sich aber durch Oxidation gelbrot. Man spricht dabei vom „Bluten“ der Erle. Typisch sind radial angeordnete Scheinmarkstrahlen, die aus mehreren eng benachbarten, schmalen Holzstrahlen bestehen, zwischen denen keine Gefäße auftreten.

### Wurzeln
Die Schwarz-Erle bildet ein tiefreichendes Herzwurzelsystem. Es fehlen ihr jedoch die bei anderen Baumarten üblichen kräftigen Hauptseitenwurzeln, etwa 70 bis 90 Prozent der Wurzeln sind Vertikalwurzeln. Die Flächen zwischen den Bäumen sind daher nur schwach durchwurzelt. Der größte Teil der Wurzelmasse besteht aus Wurzeln mit Durchmessern zwischen 0,5 und 3 Zentimetern. Feinwurzeln findet man gehäuft im gut durchlüfteten Oberboden und an den Enden der vertikalen Wurzeln. Insgesamt werden jedoch nur wenige Feinwurzeln gebildet. Der Luftaustausch erfolgt durch große Korkporen an der Stammbasis und den oberflächennahen Wurzeln. Nur lang andauernde Überschwemmungen der Stammbasis können zum Absterben der Erle führen. In den oberen Bodenbereichen bilden die Erlen Wurzelknöllchen, stecknadelkopf- bis apfelgroße Anschwellungen aus kurzen, dicken, gabelig verzweigten Wurzeln. Sie beherbergen das symbiotisch mit der Erle lebende und den Stickstoff der Luft bindende Bakterium Frankia alni.

### Knospen, Blätter und junge Triebe
Die eiförmigen Knospen sind schraubig angeordnet, werden bis 6 Millimeter lang und 3 Millimeter breit und haben 2 bis 3 Millimeter lange Stiele. Sie werden von drei schuppenförmigen Blättern bedeckt, die aus zwei Nebenblättern und dem untersten Laubblatt gebildet werden. Beim Austreiben verlängern sich die Knospenschuppen auf mehr als das Doppelte ihrer ursprünglichen Länge. Sie sind braunviolett und durch einen Wachsüberzug klebrig und manchmal bläulich bereift.
Die Laubblätter werden 4 bis 9 Zentimeter, selten auch nur bis 3 Zentimeter lang und 3 bis 7 Zentimeter breit. Sie sind verkehrt-eiförmig bis rundlich geformt, der Blattrand ist grob doppelt gesägt. Der Blattstiel wird 1 bis 2,5 Zentimeter lang. Die Basis der Blattspreite ist breit keilförmig, die Spitze ist gestutzt bis ausgerandet, was die Art von den anderen mitteleuropäischen Erlen unterscheidet, ebenso wie die dreistrangige Blattspur. Die Blattoberseite ist dunkelgrün, kahl und anfangs klebrig, die Blattunterseite ist etwas heller und ebenfalls kahl. Die Nebenblätter sind stumpf, schuppenartig und fallen früh im Jahr ab. Die jungen Triebe sind anfangs drüsig behaart und klebrig. Die Blätter werden in noch grünem Zustand abgeworfen und hängen teilweise noch bis Dezember am Baum.

### Blüten und Früchte

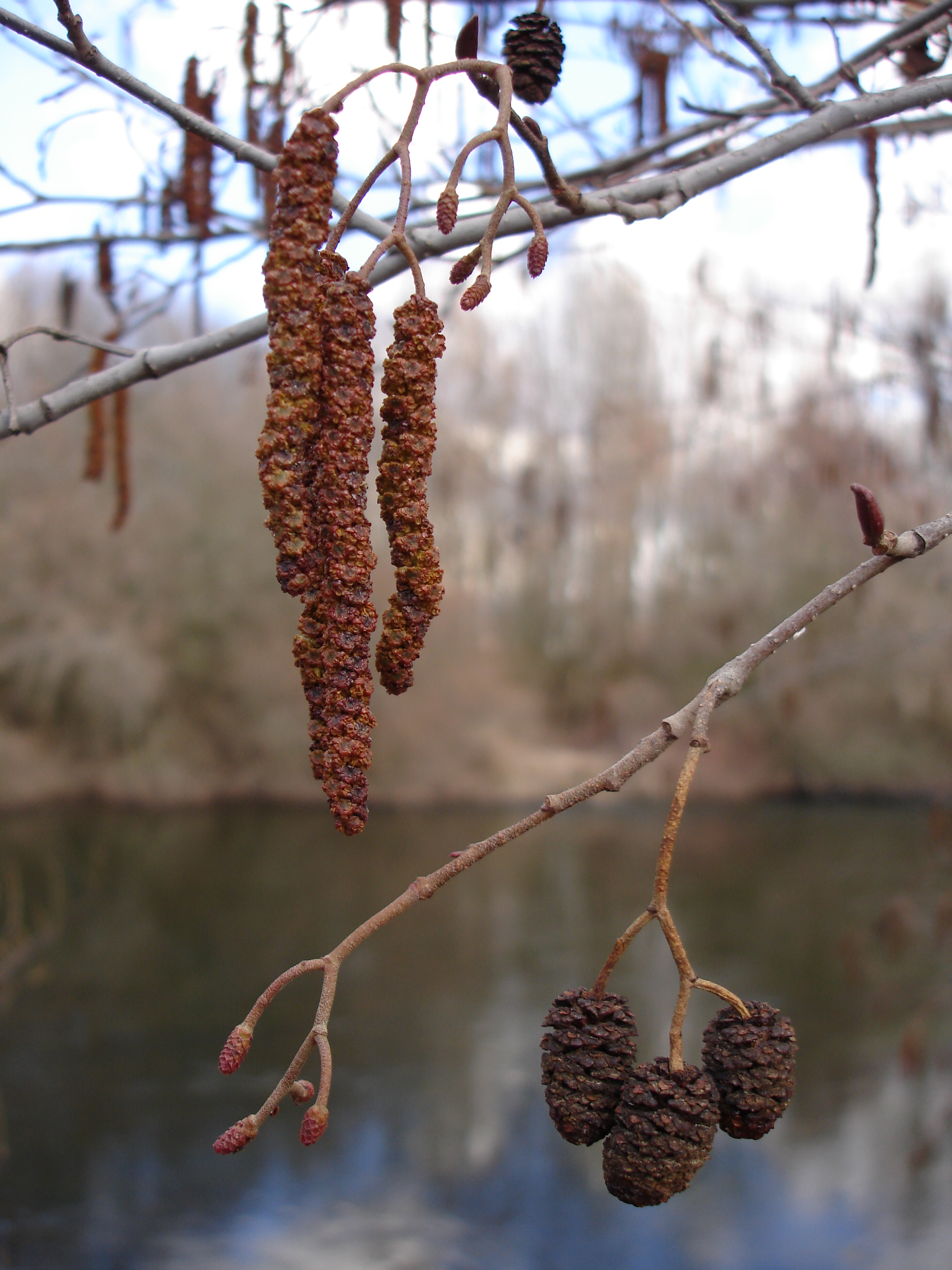
Weibliche und männliche Blütenstände (links) und reife Fruchtstände (rechts)

Die Schwarz-Erle beginnt mit etwa zehn Jahren zu blühen, im Bestand oft erst nach 40 Jahren. Sowohl männliche als auch weibliche Blüten befinden sich auf einem Baum, sie ist also einhäusig getrenntgeschlechtig (monözisch). Die Blüten werden vom Wind bestäubt (Anemophilie). Die männlichen Blütenstände sind 5 bis 10 Zentimeter lange Kätzchen an 10 bis 15 Millimeter langen Stielen. Sie bestehen aus dreiblütigen Dichasien mit jeweils einem Tragblatt und vier Vorblättern. Meist stehen drei bis fünf ebenfalls dichasial angeordnete männliche Kätzchen zusammen und bilden so den Gesamtblütenstand. An dessen Basis befinden sich meist drei bis fünf traubig angeordnete, etwa 5 Millimeter lange weibliche Kätzchen an 2 bis 3 Millimeter langen Stielen. Die weiblichen Kätzchen sind ebenfalls aus dichasial angeordneten Blütenständen mit einem Tragblatt und vier Vorblättern aufgebaut, wobei jedoch die Mittelblüte fehlt und das Perigon der anderen Blüten rückgebildet ist. An der Basis sowohl männlicher als auch weiblicher Kätzchen können Zwitterblüten auftreten, wobei die Zwitterblüten an weiblichen Fruchtständen zur Reife gelangen können. Die Schwarz-Erle ist ein ausgesprochener Frühblüher, sowohl die männlichen als auch die weiblichen Blütenstände werden schon im Vorjahr angelegt, und die Bestäubung findet vor der Entfaltung der Blätter statt. Die männlichen Blüten eines Baumes entwickeln sich dabei deutlich vor den weiblichen (Proterandrie). Nach milden Wintern kann die Schwarz-Erle schon im Januar zu blühen beginnen, typische Blütezeit ist von Februar bis April.

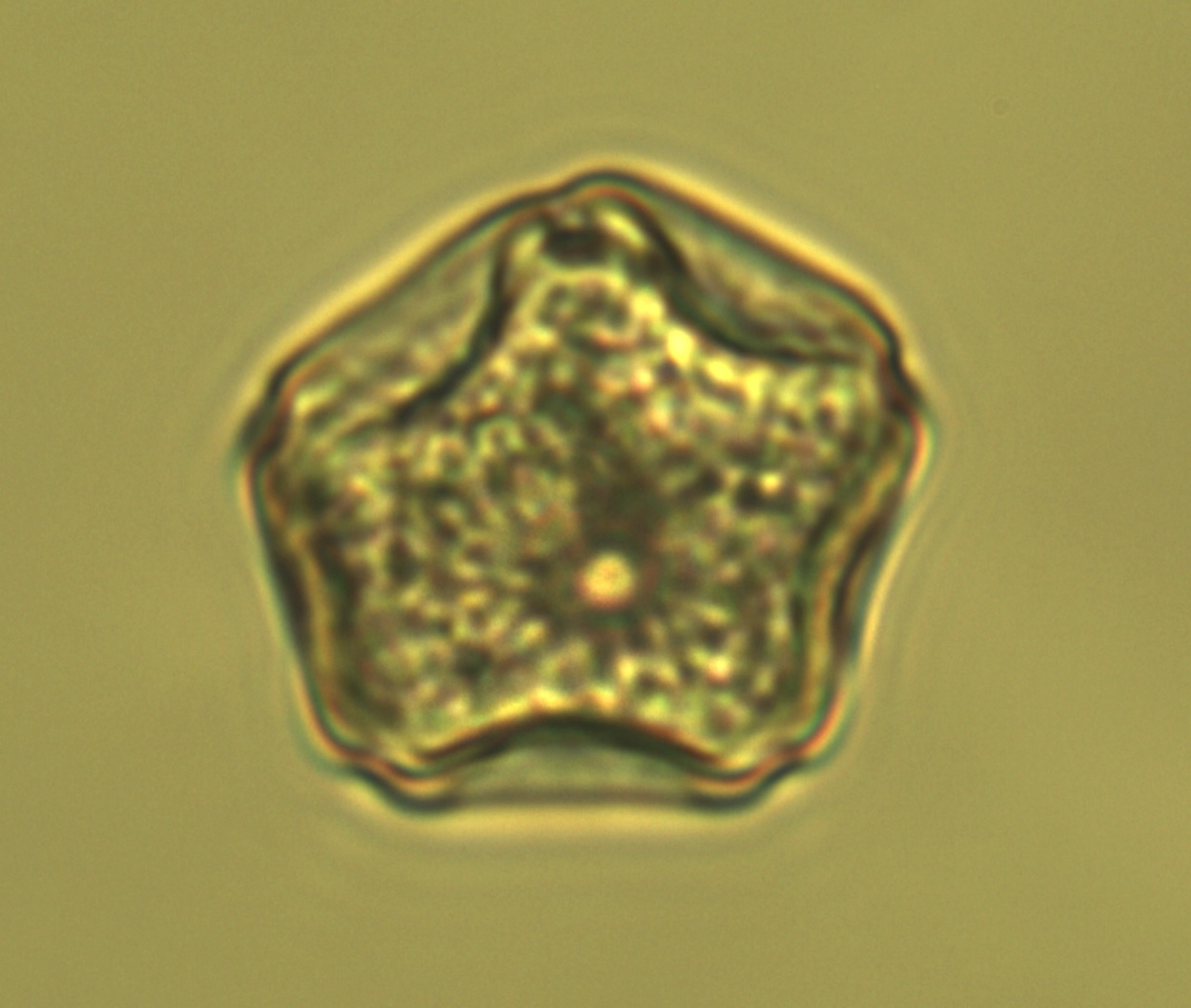
Pollenkorn der Schwarz-Erle (400×)

Die Tragblätter und die vier Vorblätter der weiblichen Blüten verwachsen beim Heranreifen der Früchte zu fünfteiligen Schuppen. Die einzelnen Schuppen eines Blütenstands verwachsen zu 1,5 bis 1,8 Zentimeter langen verholzenden, bei Laubbäumen sonst ungewöhnlichen Zapfen. Je Schuppe werden drei braune, abgeflachte, einsamige Nussfrüchte gebildet, die einen Durchmesser von 1 bis 2 Millimeter aufweisen. An der Spitze der Früchte bleiben zwei Griffel erhalten. Seitlich sind sie mit korkigen, luftgefüllten Auswüchsen versehen, welche die Schwimmfähigkeit erhöhen. Teilweise werden parthenokarpe Früchte gebildet, die also aus unbefruchteten weiblichen Blüten entstanden sind. Die Tausendkornmasse beträgt 1,4 Gramm. Sie reifen von September bis Oktober und fallen während Herbst, Winter und Frühjahr aus den Zapfen. Sie werden durch Wind und Wasser verbreitet. Da die Größe der Flügel geringer als bei Grau- und Grün-Erle ist, sinken ihre Samen mit etwa 0,17 Metern pro Sekunde schneller zu Boden, damit liegt die durchschnittliche Verbreitungsentfernung durch den Wind bei 30 bis 60 Metern. Die Ausbreitung durch Wasser ist effektiver, die Samen werden weiter transportiert und erreichen gut mit Wasser versorgte Böden. Im Wasser bleiben die Samen bis zu zwölf Monate lebensfähig. Die Zapfen bleiben als Wintersteher den gesamten Winter über am Baum und dienen in dieser Jahreszeit vielen Vogelarten wie Erlenzeisig und Stieglitz als Nahrungsquelle.

### Chromosomenzahl
Die Chromosomenzahl der Schwarz-Erle beträgt 2n = 28.

### Vermehrung und Keimung
Die Schwarz-Erle vermehrt sich generativ durch Samen. Sie keimt epigäisch und bildet zwei kleine, eiförmige Keimblätter, sehr selten werden drei Keimblätter ausgebildet. Die schon wechselständig angeordneten Primärblätter sind gekerbt und wie alle sechs Blätter des ersten Jahres noch zugespitzt. Die Schwarz-Erle vermehrt sich auch vegetativ durch Stockausschlag, bildet jedoch keine Wurzelbrut. Das Vermögen, sich durch Stockausschlag zu vermehren, bleibt bis zu einem Alter von 60 Jahren erhalten.

## Verbreitung und Standortansprüche

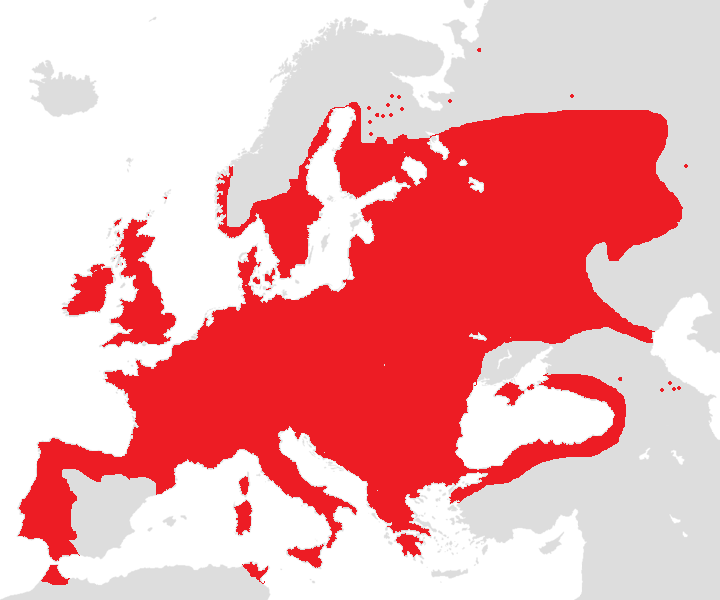
Verbreitungsgebiet der Schwarz-Erle

Die Schwarze Erle hat die letzte Eiszeit wahrscheinlich nicht nördlich der Alpen überdauert, sondern überstand die Kälteperiode großräumig am Mittelmeer. Von dort wanderte sie westlich und östlich der Alpen wieder nach Mitteleuropa ein, besonders schnell entlang der größeren Flüsse. Großflächig ist sie erst spät, gegen Ende der frühen Wärmezeit, in Mitteleuropa vertreten. Gründe dafür waren der Konkurrenzdruck, die noch nicht abgeschlossene Verlandung der Seen und die noch nicht weit genug fortgeschrittene Bildung von Niedermooren. Erst in der mittleren Wärmezeit kam es zu einer starken Ausbreitung auf feuchten und nassen Standorten. Durch Entwässerungsmaßnahmen und durch das Anlegen von Wiesen wurde der Bestand durch den Menschen jedoch wieder zurückgedrängt.
Die Schwarz-Erle ist in ganz Europa verbreitet, kommt aber auch in Asien und Afrika vor. Im Norden endet die Verbreitung dort, wo die Monatsmitteltemperaturen mehr als ein halbes Jahr unter null Grad Celsius liegen. In Schweden liegt die Grenze bei 65,5 Grad nördlicher Breite, in Russland im Gebiet um den Ladogasee und dem Onegasee. Die Ostgrenze in Asien verläuft vom westlichen Sibirien nach Süden bis ins westliche und nördliche Anatolien und durch den Nord-Iran bis nach Gorgan am Kaspischen Meer. Im Süden reicht ihr Verbreitungsgebiet bis ins nordafrikanische Atlasgebirge. In Deutschland gibt es große zusammenhängende Wälder im Norddeutschen Tiefland, zum Beispiel im Spreewald bei Berlin. In die Vereinigten Staaten und nach Südafrika wurde sie aus Europa eingeführt.
Die Schwarz-Erle wächst meist in tiefen Lagen, man findet sie aber bis in Mittelgebirgslagen, so in den Nordalpen bis in 1150 Meter Höhe, in den Pyrenäen bis in 1200 Meter und in den Zentralalpen bis in 1800 Meter. Sie besiedelt nasse Standorte und gilt als Moor- und Sumpfgehölz. Sie gedeiht in Bruchwäldern, auf Feucht- und Nasswiesen und an Sumpfstandorten und bevorzugt halbschattige, kühle Standorte. In den Allgäuer Alpen steigt sie kaum über 1100 Meter Meereshöhe auf.
Die Schwarz-Erle wird in der Roten Liste der IUCN als nicht gefährdet (Least Concern) geführt.

## Ökologie
Die Schwarz-Erle ist ein Grundwasserzeiger, Torfbildner, Stickstoffsammler und ein Tiefwurzler und Intensivwurzler.

### Vergesellschaftung

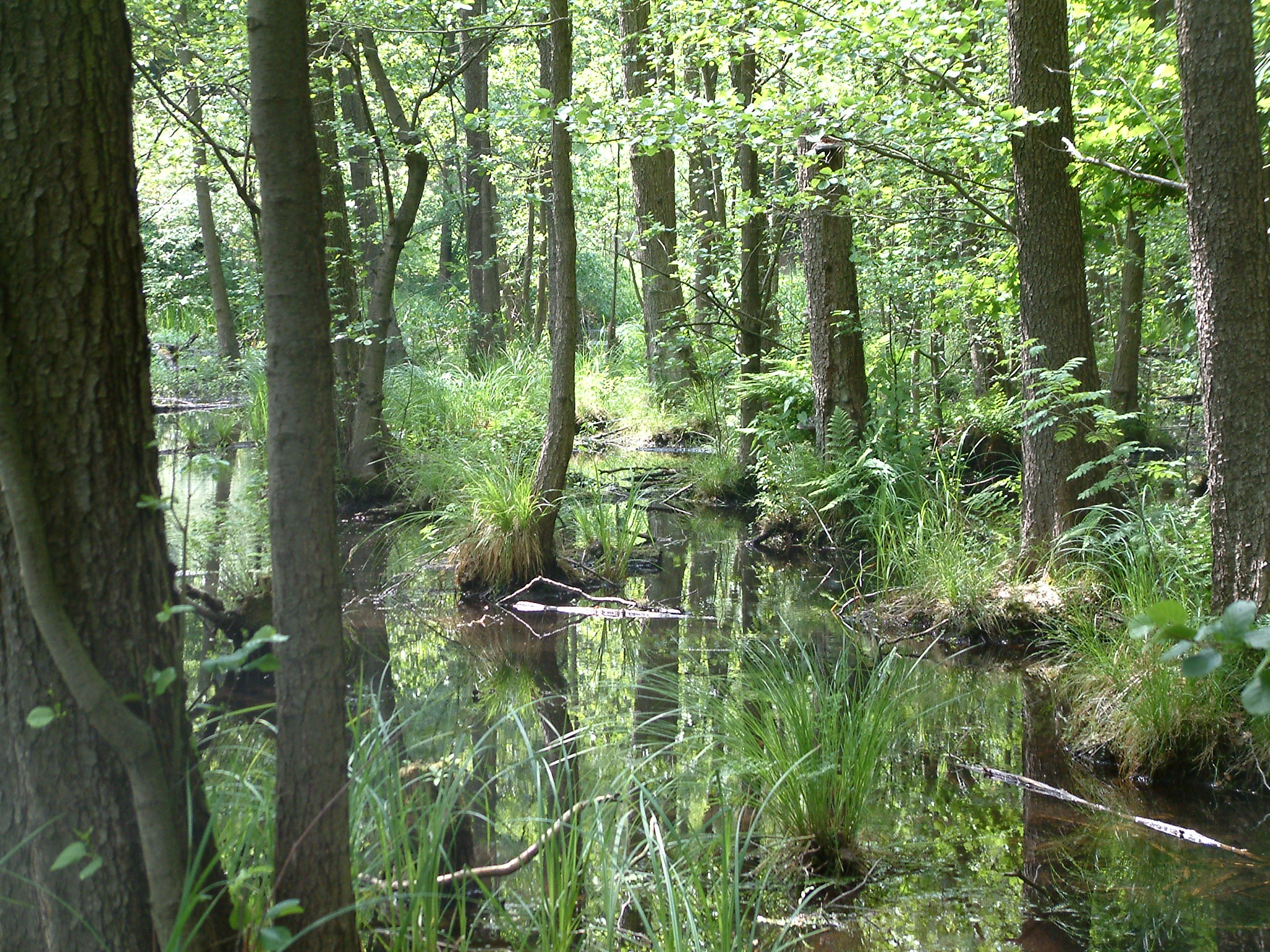
Erlenbruchwald

Die Schwarz-Erle gedeiht auch auf nassen und häufig überfluteten Standorten und ist hier anderen Baumarten gegenüber konkurrenzfähig. Dabei dominiert sie die folgenden Waldgesellschaften (nach Erich Oberdorfer):
- Erlen-Bachauenwald (Stellario nemori-Alnetum) im Überschwemmungsbereich von Bächen im Mittelgebirge auf silikatreichen Alluvialböden.
- Erlen-Sumpfwald (Circaeo-Alnetum glutinosae) auf mäßig nassen, mineralischen Weichböden mit mittlerer Basenversorgung, so zum Beispiel an Moorrändern. Für ein dominantes Auftreten der Gemeinen Esche reicht die Versorgung mit Basen nicht.
- Erlen-Bruchwald (Carici elongatae-Alnetum glutinosae) gedeiht auf meso- bis eutrophen Torfböden und ist durch Vermoorung geprägt. Dabei reicht das Grundwasser bis nahe an die Oberfläche; im Winter kommt es zu Überstauung, im Sommer zur oberflächlichen Austrocknung.[24]

### Symbiose

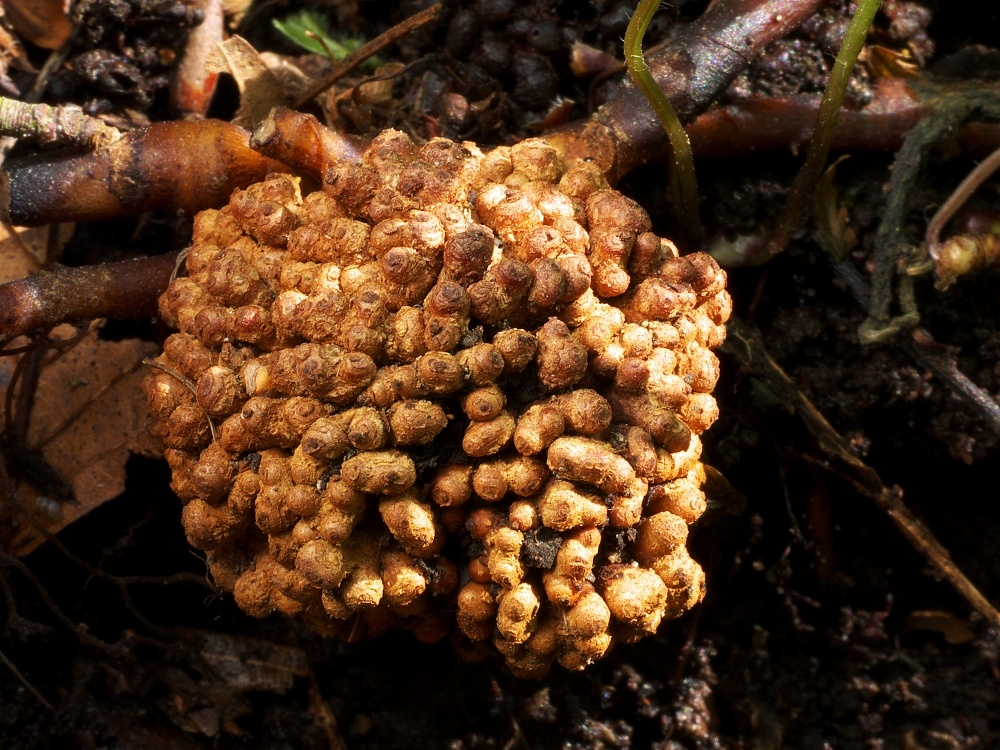
Frankia alni, Aktinorrhiza, Wurzelknöllchen

Die Schwarz-Erle bildet Wurzelknöllchen, in denen der elementare Stickstoff der Luft gebunden und so für die Pflanze verwertbar wird. Das geschieht durch eine als Aktinorrhiza bezeichnete Symbiose mit dem Bakterium Frankia alni. Das Bakterium lebt in den Wurzelknöllchen und wird durch die Erle ernährt; im Gegenzug stellt es der Wirtspflanze Stickstoffverbindungen zur Verfügung, die es durch das Enzym Nitrogenase direkt aus dem Stickstoff der Luft bilden kann. Werden Erlen ohne Knöllchen in einer stickstofffreien Nährlösung kultiviert, sterben sie ab; Erlen mit Knöllchen entwickeln sich hingegen annähernd normal. Die Menge des jährlich gebundenen Stickstoffs hängt vom Stickstoffgehalt des Bodens ab, die Symbioseleistung nimmt für stickstoffarme Böden zu. Das Ausmaß der Knöllchenbildung hängt auch vom pH-Wert des Bodens ab und erreicht bei einem pH-Wert von 5 das Maximum. Für einen intakten Erlenbruchwald wurde eine jährliche Stickstofffixierung von etwa 70 Kilogramm je Hektar gemessen. Dabei wurden 70 % des Stickstoffs der Biomasse durch die Fixierung von Stickstoff aus der Luft gewonnen. Andere Untersuchungen ergaben maximale Werte von 200 bis 300 Kilogramm je Hektar. Der Anteil an Stickstoff in den Blättern beträgt etwa 3 %. Die Stickstoffverbindungen werden am Ende der Vegetationsperiode nicht aus den Blättern abgezogen und gelangen daher beim Abwerfen des Laubes in den Boden und erhöhen dessen Stickstoffgehalt.
Mit mehreren Gattungen von Bodenpilzen geht die Schwarz-Erle eine Wurzelsymbiose (Ektomykorrhiza) ein, so mit Täublingen (Russula) wie dem Erlen-Täubling, Milchlingen (Lactarius) wie Großsporiger Erlen-Milchling (Lactarius cyathuliformis) und Olivbrauner Erlen-Milchling (Lactarius obscuratus), Sumpfschnitzlingen (Naucoria), Haarschleierlingen (Cortinarius) und Kremplingen (Paxillus). Auch der Erlengrübling ist ein typischer Mykorrhiza-Partner. Selten treten Endomykorrhizen oder arbusculäre Mikorrhizen auf.

### Pathologie

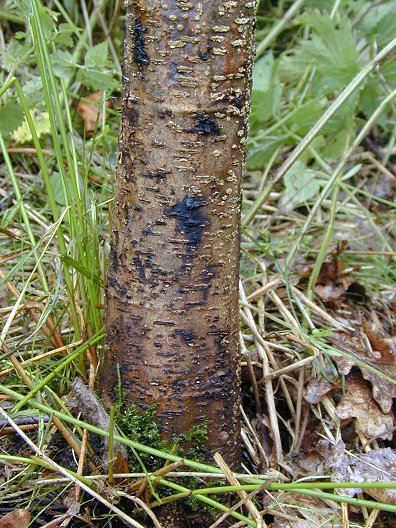
Wurzelhalsfäule verursacht durch Phytophthora alni

Die Schwarz-Erle ist besonders durch das erst zum Ende des 20. Jahrhunderts auftretende sogenannte Erlensterben gefährdet. Der Eipilz Phytophthora alni verursacht besonders an der Schwarz-Erle, aber auch an der Grau-Erle, der Grün-Erle und der Herzblättrigen Erle eine Wurzel- und Stammfäule. Die Stammfäule kann schon nach mehreren Monaten zum Absterben von Bäumen führen, sie kann sich aber auch über Jahre hinziehen. Die Krankheit wurde erstmals 1993 in Südengland beschrieben. Inzwischen hat sie sich auch nach Deutschland (erstmals 1995 beobachtet), Österreich, Frankreich, Belgien, Italien, Irland, Ungarn, den Niederlanden und Schweden ausgebreitet. Symptome sind eine geringe Belaubung, tote Äste und besonders kleine und helle Blätter. Typisch sind schwarzbraune, meist nässende Flecken, die sich am Stammgrund zeigen. Das unter den angegriffenen Stellen liegende Holz ist dunkelbraun bis rotbraun verfärbt und grenzt sich deutlich vom gesunden hellen Holz ab. Die Infektion erfolgt über Wunden am Stammgrund, über das Haarwurzelsystem oder durch Korkporen. Analysen haben gezeigt, dass der Erreger Phytophthora alni erst in jüngerer Zeit durch Hybridisierung entstanden ist.
Das durch Phytophthora alni ausgelöste Erlensterben muss vom „klassischen“ Erlensterben unterschieden werden. In der zweiten Hälfte des 19. und zu Beginn des 20. Jahrhunderts traten an 5- bis 20-jährigen Erlen vermehrt Schäden durch den Erlenwipfelpilz Valsa oxystoma auf. Der Befall bewirkte eine Verlangsamung des Wachstums, verbunden mit einer vermehrten Bildung von Zapfen, die zu früh zur Reife gelangten. Das nachfolgende Absterben der Bäume ging dann von den Wipfeln und nicht von der Stammbasis aus (Zopftrocknis). Als Grund für das gehäufte Auftreten der Krankheit wurden später abiotische Gegebenheiten in Verbindung mit falscher Herkunftswahl des Pflanzgutes genannt.
Durch den Schlauchpilz Taphrina tosquinetii wird eine Kräuselkrankheit ausgelöst, die zu blasenartigen Auftreibungen und zu muschelförmigen Verkrümmungen der Blätter und zu Verformungen der Triebe führt, die Erlen-Narrentasche (Taphrina alni) bildet zungen- bis lappenförmige, ungefähr 3 cm große Gallen an Erlenkätzchen. Als Schwächeparasiten treten der Gemeine Hallimasch (Armillaria mellea) und der Erlen-Schillerporling (Inonotus radiatus) auf.
Von den Insektenarten kann der Erlenrüssler (Cryptorrhynchus lapathi) durch Fraß unter der Rinde und im Holz erhebliche Schäden anrichten. Larven des Blauen Erlenblattkäfers (Agelastica alni) können ganze Bäume kahlfressen. Der Erzfarbene Erlenblattkäfer (Melasoma aenea) bewirkt kaum Schäden.

## Systematik
Die Schwarz-Erle gehört zur Gattung der Erlen (Alnus) in die Familie der Birkengewächse (Betulaceae). Sie wird in der Gattung Alnus der Untergattung Alnus zugeordnet, zu der auch die Grau-Erle zählt. Der wissenschaftliche Artname Alnus glutinosa der Schwarz-Erle, die früher auch Betula alnus L. var. glutinosa L. hieß, setzt sich aus dem Gattungsnamen „Alnus“, dem lateinischen Namen der Erle (von althochdeutsch erila/elira), und dem Epitheton „glutinosa“ zusammen, dem lateinischen Ausdruck für „klebrig“. Es bezieht sich dabei auf den klebrigen Wachsüberzug der Knospen und der jungen Blätter.

### Unterarten
Die Schwarz-Erle wird in vier Unterarten gegliedert:
- Alnus glutinosa subsp. glutinosa, die Nominatform: Junge Triebe, Blattstiele und Blätter sind mehr oder weniger kahl. Die Blattspreiten haben vier bis acht, maximal neun Paar Seitenadern, eine verkehrt-eiförmige bis rundliche Form und eine gestutzte bis ausgerandete Spitze. Sie ist weitverbreitet und außerhalb Vorderasiens die einzige Vertreterin der Art.[36]

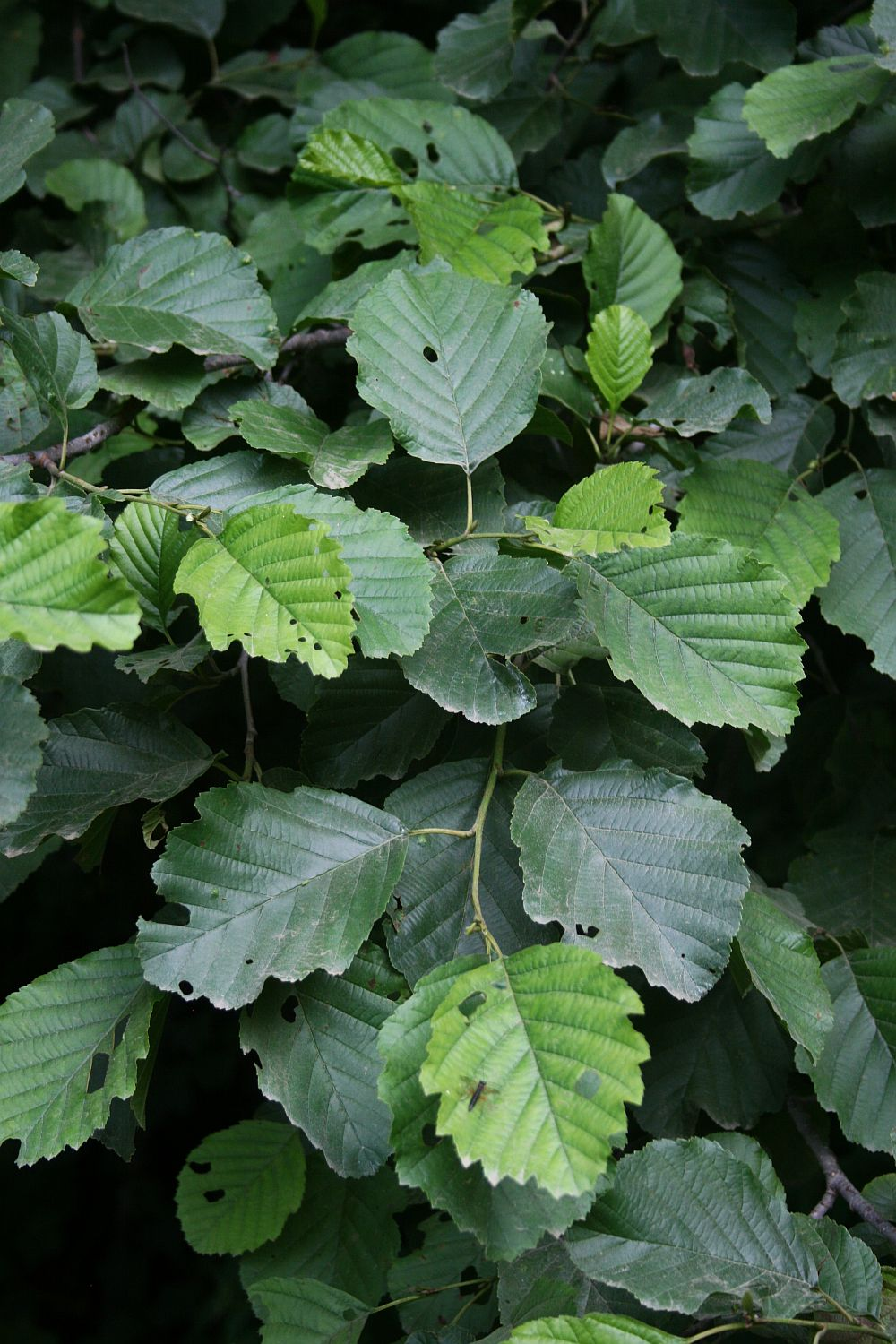
Blätter der Unterart Alnus glutinosa subsp. barbata

- Alnus glutinosa subsp. barbata (C.A.Mey.) Yalt.: Junge Triebe, Blattstiele und Blätter sind mehr oder weniger kahl. Die Blattspreiten haben acht bis elf Paar Seitenadern, eine breit länglich-elliptische Form und eine gerundete bis kurz abgesetzte Spitze.[36] Sie kommt in Transkaukasien, in Nord-Anatolien und im Nord-Iran vor.
- Alnus glutinosa subsp. antitaurica Yalt.: Junge Triebe und Blattstiele sind filzig behaart. Die Blätter sind auf der Unterseite weich behaart, sonst ähnlich wie bei subsp. glutinosa.[38] Sie kommt in Süd-Anatolien (Antitaurus und Amanus-Gebirge) vor.[36]
- Alnus glutinosa subsp. betuloides Anşin: Äste und ältere Zweige sind heller als bei den anderen Unterarten, weiß bis gräulich. Die Blätter sind am Grund schmal keilförmig.[39] Sie kommt in Südost-Anatolien vor.[37]

Dabei ist die Einordnung der Unterart barbata nicht eindeutig, sie wird von manchen Autoren auch als eigene Art angesehen.

### Hybride
Die Schwarz-Erle kann mit mehreren Arten der Untergattung Alnus Hybriden bilden:
- Alnus incana × Alnus glutinosa oder Alnus × pubescens Tausch (Syn.: Alnus × hybrida A. Braun ex Rchb.), die Kreuzung von Grau-Erle und Schwarz-Erle kommt im gesamten gemeinsamen Verbreitungsgebiet in Europa vor.
- Alnus cordata × Alnus glutinosa oder Alnus × elliptica Req., die Kreuzung aus Herzblättriger Erle und Schwarz-Erle kann ohne menschliche Beeinflussung entstehen. Die Hybride hat einen regelmäßig gezähnten Blattrand und zeigt nur selten eine schwache Lappenbildung.
- Alnus glutinosa × Alnus rugosa oder Alnus × silesiaca, die Kreuzung zwischen Schwarz-Erle und Runzelblättriger Erle wurde in Brandenburg, Schlesien und Böhmen gefunden. Die Hybride zeigt zugespitzte Fruchtschuppen, die denen der Runzelblättrigen Erle ähneln.

Aus gelenkter Kreuzung entstanden Hybriden aus Rot-Erle und Schwarz-Erle (Alnus rubra × Alnus glutinosa) und aus Schwarz-Erle und Färber-Erle (Alnus glutinosa × Alnus hirsuta).

### Kulturformen
Es werden mehrere Kulturformen unterschieden, unter anderen:
- 'Aurea': Ein breitkroniger Kleinbaum oder großer Strauch mit gelblich-grünen Zweigen und gelben männlichen Kätzchen. Die Blätter sind beim Austrieb gelb und werden später grünlich gelb.
- 'Imperialis': Ein 8 bis 10 Meter hoher Baum. Die Blätter sind kleiner als bei der Stammform, tief eingeschnitten mit schmalen, spitzen, meist ganzrandigen Lappen.
- 'Lacinata': Ein rasch wachsender, 20 bis 25 Meter hoher Baum. Die Blätter bilden spitze Lappen meist ohne Zähne, sie sind jedoch nicht so tief eingeschnitten und so schmal gelappt wie bei 'Imperialis'.

## Mensch und Erle

### Antike Mythologie
Die Erle kommt schon im fünften Gesang in Homers Odyssee vor. Odysseus gelangt auf seinen Irrfahrten zur Insel Ogygia, auf der neben anderen Arten auch die Erle wächst. Dort trifft er die Nymphe Kalypso, die ihn sieben Jahre von der Weiterfahrt abhält. In den Metamorphosen des Ovid überredet Phaeton seinen Vater Helios, den Sonnenwagen lenken zu dürfen. Da Phaeton den Wagen jedoch nicht in Gewalt hat und die Erde zu verbrennen droht, tötet ihn Jupiter durch einen Blitz. Aus Gram darüber verwandeln sich die Schwestern des Phaeton, die Heliaden, in Bäume. Laut den Eklogen des Vergil (70–19 v. Chr.) handelt es sich dabei um Erlen.

### Die Erle im Mittelalter
Im 6. Jahrhundert wurden nach altfränkischem Recht (Lex Salica) über dem Kopf eines Verurteilten vier Erlenstäbe zerbrochen und in verschiedene Richtungen geworfen. Damit wurde er aus der Gemeinschaft verstoßen und die Lossagung des Betroffenen von Haus und Familie symbolisiert. Auf diese Vorgehensweise geht die heutige Redensart über jemanden den Stab brechen zurück.

### Die Erle im Volksglauben

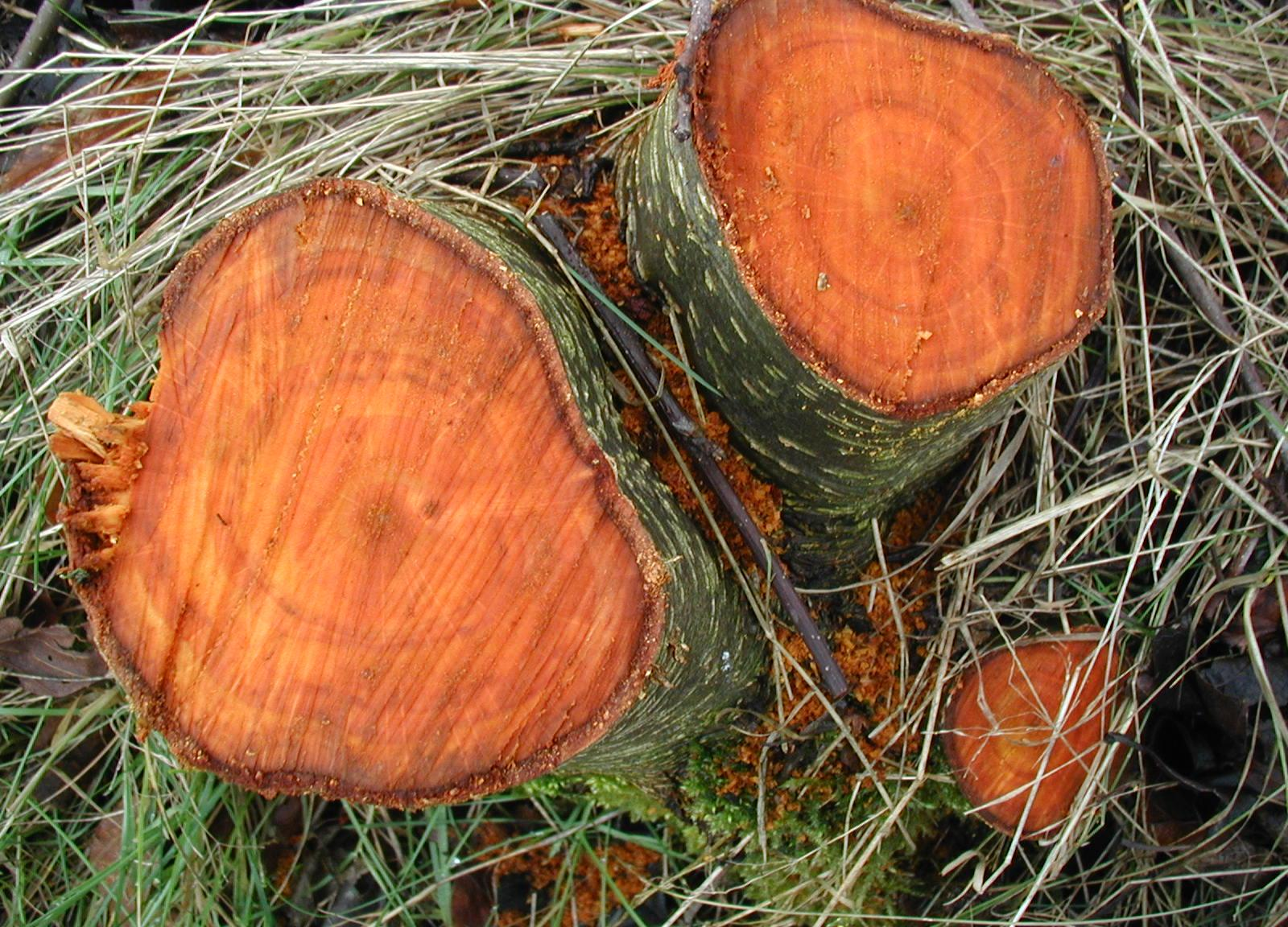
„Blutende“ Schwarz-Erle

Da Erlen beim Fällen „bluten“ und weil sie auf sumpfigen, unwegsamen und oft gefährlichen Standorten wachsen, galten sie seit eh und je als unheimlich. Im germanischen Glauben zählte das Moor zu den Wohnorten der Toten, wovon der mecklenburgische Ausspruch zeugt: „Hei is bie'n liewen Herrgott im Ellernbrauk“ („Er ist beim lieben Herrgott im Erlenbruch“). Wanderer fürchteten das Erlenweib, das Irle oder Else genannt wurde. Sie wohnte im Morast und versuchte durch Hinterlist Menschen in den Sumpf zu locken. Sie galt als Verkörperung der Erle und wurde mit Hexerei in Verbindung gebracht, wovon sich mehrere Sprichwörter ableiten, etwa folgende: „Rotes Haar und Erlenloden wachsen nicht auf gutem Boden“ oder „Erlenholz und rotes Haar sind aus gutem Grunde rar“. Auch in der Wolfdietrichsage aus dem 13. Jahrhundert wird eine Erlenfrau erwähnt, welche die Zauberei beherrschte. In Pommern wird das „Bluten“ der Erle durch einen Streit zwischen dem Teufel und seiner Großmutter erklärt. Der Teufel habe seine Großmutter mit einem Erlenknüppel blutig geschlagen, so dass der Knüppel rot wurde. In Mecklenburg wird die rote Farbe mit dem blutenden Christus in Verbindung gebracht, der an einem Kreuz aus Erlenholz gestorben sei. Sowohl das Holz als auch der Baum versinnbildlichen dabei das Böse. Im Volksglauben basieren Schutzmittel häufig auf dem Prinzip des Gegenzaubers, wodurch die Erle als Baum des Teufels eine große Bedeutung erlangte. In Thüringen wurden noch zum Ende des 19. Jahrhunderts von den Bauern am Karfreitag Kreuze und Kränze aus Erlenzweigen hergestellt. Erlenzweige wurden auch zum Schutz gegen Hexen in der Walpurgisnacht in Stall und Haus aufgehängt. Bei der Aussaat wurde das Getreide durch Erlenkränze geschüttet, um die Saat vor Vögeln zu schützen. Ähnliche Ringzauber gab es in Niederschlesien und in Schwaben. In der Schweiz sollte der Befall durch Mehltau mit Erlenzweigen verhindert werden, in Posen, Böhmen und Mähren glaubte man an die Wirkung gegen Maulwürfe, in Hessen gegen Mäuse. Da die jungen Erlenzweige klebrig sind, wurde ihnen auch eine Wirkung gegen Flöhe und Wanzen zugeschrieben.

### Der Erlkönig

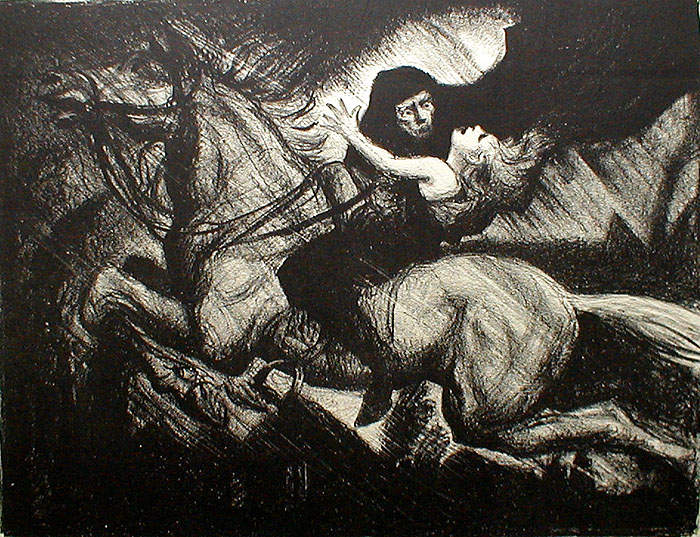
Erlkönig

Der Ausdruck Erlkönig wurde von Herder 1778 in die Literatur eingeführt, als er die dänische Volksballade Herr Oluf ins Deutsche übersetzte. Dabei hat er das dänische Wort Ellerkonge für Elfenkönig als Erlkönig übersetzt („Eller“ ist ein regionales Synonym für „Erle“). Das Stück handelt vom jungen Oluf, der auf dem Weg zu seiner Hochzeit ist. Während der nächtlichen Wanderung begegnet er der Tochter des Elfenkönigs, die ihn zum Tanz auffordert. Er lehnt ab, worauf ihn das Mädchen von sich stößt. Am nächsten Morgen wird er von seiner Braut nur noch tot aufgefunden. Goethe nimmt den Ausdruck in seiner Ballade Erlkönig wieder auf. Er beschreibt jetzt jedoch einen Fiebertraum, in dem ein erkranktes Kind auf den Erlkönig trifft (Wer reitet so spät durch Nacht und Wind?). Das Gedicht spielt der Legende nach im Erlenbruchwald am Saaleufer nahe Jena-Kunitz, wo 1891 auch ein Erlkönig-Denkmal errichtet wurde.

### Die Erle in Ortsnamen
Mehrere Orte mit den Präfixen erl-, erle- und erlen- (vgl. mittelhochdeutsch erlein und 'erlîn, ‚zur Erle gehörig‘) sind nach der Erle benannt, so Erlach, Erlbach oder Irlach. Es wird vermutet, dass einige dieser Orte auf keltische Kultstätten zurückgehen, da die Kelten die Erle verehrten. Auch weisen die niederdeutschen Präfixe els-, -else und elsen- (niederländisch: zwarte els – Schwarzerle) in Ortsbezeichnungen wie Elsbruch, Elsebeck, Elsendorf, Elstal auf die Erle hin. Ähnliches gilt für die slawischen Formen (olsz-, oels-, jelš-).

### Trivialnamen
Weitere zum Teil auch nur regional gebräuchliche Bezeichnungen für die Schwarz-Erle sind oder waren: Aeldern, Aeller, Aerl (Siebenbürgen), Alder, Alhorn, Aller (Siebenbürgen bei Hermannstadt), Arila (althochdeutsch), Arla, Edlholz (Pressburg), Eelsa (mittelhochdeutsch), Eila (Ungarn im Heanzenland), Eisenbaum (Elsass), Elder (Göttingen), Eldern (Göttingen), Elerne Bom (mittelhochdeutsch), Elern (Grafschaft Mark), Elira (althochdeutsch), Eller (Schleswig-Holstein, Unterweser, Waldeck und zwischen Altmark und Livland), Ellerenbom (Hannover), Ellern (Göttingen), Ellernboom (von der Weser und Waldeck bis Livland), Ellernbaum, Ellernbrok (niederdeutsch), Elre (mittelhochdeutsch), Else (Mark, Niederlausitz, Schleswig-Holstein, Mecklenburg, Pommern, Waldeck, Altmark), Elst (Schlesien), Elsterbaum (Schlesien), Elten (Schlesien), Erdelen (Eifel), Erelpaum (mittelhochdeutsch), Erila (althochdeutsch), Erile (althochdeutsch), Iarlbaam (Oberpfalz), Erl (Siebenbürgen, Tirol), Erla (althochdeutsch), Erlaubaum (mittelhochdeutsch), Erle (Schlesien, althochdeutsch), Erlein (mittelhochdeutsch), Erlenbaum (Elsass, Schlesien), Erlenbom (mittelniederdeutsch), Erli (mittelhochdeutsch), Erlinbom (mittelhochdeutsch), Etter, Herilun (althochdeutsch), Hoschenboom (im Sinne von Holzschuhbaum, Delmenhorst), Irle (althochdeutsch), Irl (Oberpfalz), Oelder, Oelderlen, Oeldern, Oerlen, Orle, Older, Olten, Orlinbaum, Orlingsbaum, Ottenbaum, Otter, Otterbaum, Roterle, Urle und Vignbaum (althochdeutsch).

## Die Schwarz-Erle in der Medizin
Erlenpollen sind neben den Pollen von Birke und Hasel die wichtigsten Auslöser von Baumpollenallergien. Dass eine Allergie nur auf Erlenpollen zurückzuführen ist, ist jedoch nicht bekannt; meist besteht zusätzlich eine Sensibilisierung gegenüber den Pollen von Birke, Hasel, Hainbuche und Eiche. Auch ähneln sich die Hauptallergene von Erle, Birke, Eiche und Hainbuche in ihren chemischen und physikalischen Eigenschaften. In Mitteleuropa ist die Sensibilisierung auf Pollen frühblühender Bäume nach Allergien auf Gräserpollen die häufigste Pollenallergie: Etwa 20 bis 30 % der Menschen mit Pollenallergie leiden an Frühblüherpollinosis. Allergiker auf Pollen frühblühender Bäume haben häufig auch Nahrungsmittelallergien, sogenannte Kreuzallergien. Etwa die Hälfte der Menschen mit Frühblüherpollinosis vertragen auch Nüsse, Äpfel, Birnen, Pfirsiche, Pflaumen und Kirschen schlecht. Selten werden auch Früchte wie Kiwi, Litschi und Avocado nicht vertragen.
Einige Bestandteile der Erle werden auch als Heilmittel verwendet. Offizinell wird die Rinde der Schwarz-Erle für Tees und Lösungen eingesetzt. Dabei steht die äußerliche Anwendung bei Haut- und Schleimhauterkrankungen im Vordergrund. Bei Angina und Pharyngitis werden Abkochungen zum Gurgeln verwendet, bei Mundaphthen und Zahnfleischbluten zum Spülen. Die Wirkstoffe sind Gerbstoffe, die bis zu 20 % in der getrockneten Rinde enthalten sind, Flavonoide wie Hyperosid und β-Sitosterin.

## Geschichte
Pedanios Dioskurides erwähnte in seiner Materia medica die Schwarzerle nicht. Plinius der Ältere schrieb in seiner Naturalis historia: „Die Blätter der Erle sind mit heißem Wasser ein Mittel gegen die Geschwulst (tumor).“ In der Hildegard von Bingen zugeschriebenen Physica, die uns durch Abschriften aus dem 14. bis 15. Jh. überliefert ist, wurde die Erle als Sinnbild der „Nutzlosigkeit“ bezeichnet, eine Auflage von jungen frischen Blättern wurde jedoch zur Behandlung von geschwüriger Haut empfohlen (Buch III, Kap. 29). Eine südwestdeutsche Handschrift von 1478 beschrieb diese Anwendung der Erlenblätter ausführlich. Frisch ausschlagendes Erlenlaub sollte man trocknen und pulverisieren. Dieses Pulver diente aufgestreut dazu Wunden zum Eitern zu bringen und zu reinigen. In der 2. Auflage 1546 seines „Kreütterbuchs“ schrieb Hieronymus Bock, dass der „feuchte Erlenbaum“ mit Laub, Rinde und Blumen in der Arznei wenig genutzt werde, das grüne Erlenlaub jedoch als Auflage bei „hitzigen Schäden“ angewendet werden könne. In der posthum erschienenen Auflage 1595 des Bock’schen Kräuterbuchs fügte Nicolaus Agerius hinzu, dass eine gute Handvoll der mittleren Rinde der Erlenwurzel in einem Maß Wasser gesotten ein gutes Spül- und Gurgelmittel gegen Zahnschmerz und Rachenmandelentzündung sei. Die schulmedizinischen Werke des 17. und 18. Jahrhunderts wiederholten die bei Bock und Agerius angegebenen Anwendungsempfehlungen für Erlenblätter und -rinden.

## Verwendung

### Holz

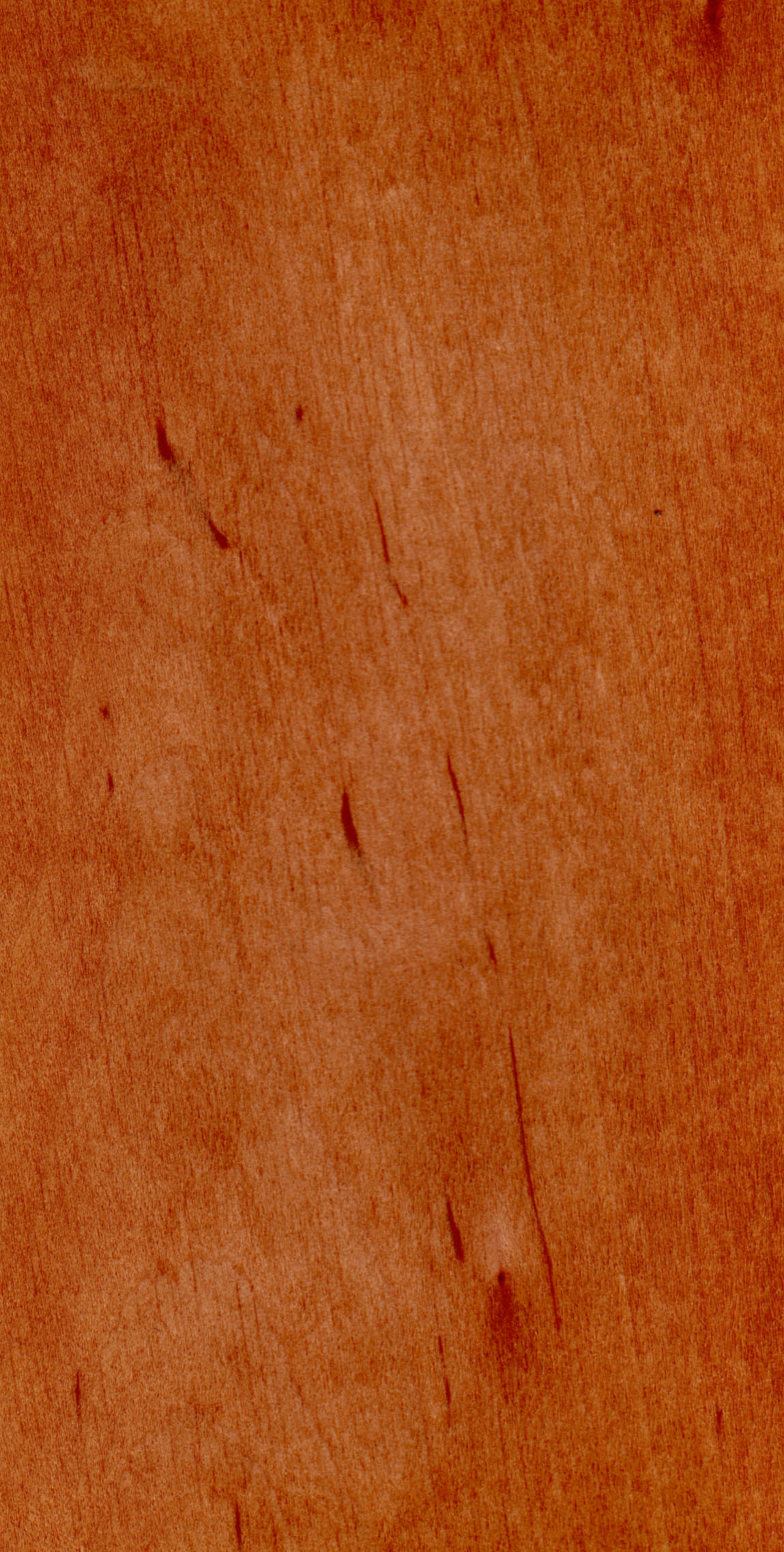
Holz

Das Holz der Schwarz-Erle ist weich und von gleichmäßiger, feiner Struktur. Es hat eine Rohdichte von 550 kg/m3 bei einer Holzfeuchte von 12 bis 15 % und gehört damit zu den mittelschweren einheimischen Holzarten. Das Holz ist wenig fest und wenig elastisch und in diesen Eigenschaften vergleichbar mit Lindenholz. Der Witterung ausgesetzt oder bei Kontakt mit der Erde ist es wenig dauerhaft, hat aber unter Wasser verbaut eine ähnlich hohe Dauerhaftigkeit wie Eichenholz. Das Holz ist einfach zu bearbeiten und kann mühelos gesägt, gemessert und geschält werden und es lässt sich gut fräsen, drechseln und schnitzen. Schrauben halten gut und es kann gut verleimt werden, jedoch ist das Holz wenig nagelfest und neigt beim Nageln zum Splittern. Die Oberflächenbehandlung, zum Beispiel durch Polieren, Beizen oder Lackieren, ist unproblematisch. Bei Kontakt mit Eisen entstehen bei Feuchtigkeit graue Verfärbungen, auch das Eisen selbst korrodiert. Auch verhält sich Erlenholz stark reaktiv in Kontakt mit Zement.
Die extreme Haltbarkeit des Erlenholzes unter Wasser wurde schon vor mehr als 4000 Jahren von den Erbauern der jungsteinzeitlichen Pfahlbauten am Bodensee und am Federsee erkannt und genutzt. In den schlammigen Grund gerammte Erlenstämme bildeten das Stützgerüst der Pfahlbausiedlungen. Auch Venedig und Alt-Amsterdam stehen zum Teil auf Erlenstämmen. Aufgrund seiner guten Bearbeitbarkeit wurde Erlenholz häufig zur Herstellung von Holzschuhen verwendet. Die Schwarz-Erle wurde daher im Oldenburgischen auch „Holschenboom“ genannt.
In jüngerer Zeit geht die wirtschaftliche Bedeutung des Erlenholzes zurück. Die Bestände werden durch den Menschen auf Standorte zurückgedrängt, die nur schwer zu bewirtschaften sind. Erlenholz wird auch zunehmend durch andere Materialien ersetzt. So wird im Wasserbau kaum mehr Holz verwendet, und Schuhe aus Holz werden nur noch für Trachtengruppen hergestellt. Auch in anderen Bereichen ging der Gebrauch von Erlenholz zurück, sodass die Schwarz-Erle trotz der vielfältigen Verwendungsmöglichkeiten heute als Wirtschaftsbaumart eher eine Randerscheinung ist. Das Holz der Schwarz-Erle wird jedoch als Massivholz in der Kunst- und Möbeltischlerei verwendet. Die Erle liefert ein hochwertiges Blindholz für Möbel und Innenausbauten. Weil es sich gut beizen lässt, wird Erlenholz auch zur Imitation von Edelhölzern verwendet. Aus Erlenholz werden spezielle Varianten von Holzkohle hergestellt, die als Zeichenkohle, Lötkohle und Laboratoriumskohle eingesetzt werden. Auch bei der Herstellung von Bleistiften wird neben dem Holz der Zeder und der Weymouth-Kiefer Erlenholz verwendet. Es wird zur Herstellung von Spanplatten eingesetzt. Für die Papierherstellung eignet es sich jedoch durch die starke Färbung aufgrund von Oxidationvorgängen nicht.

### Andere Verwendungen

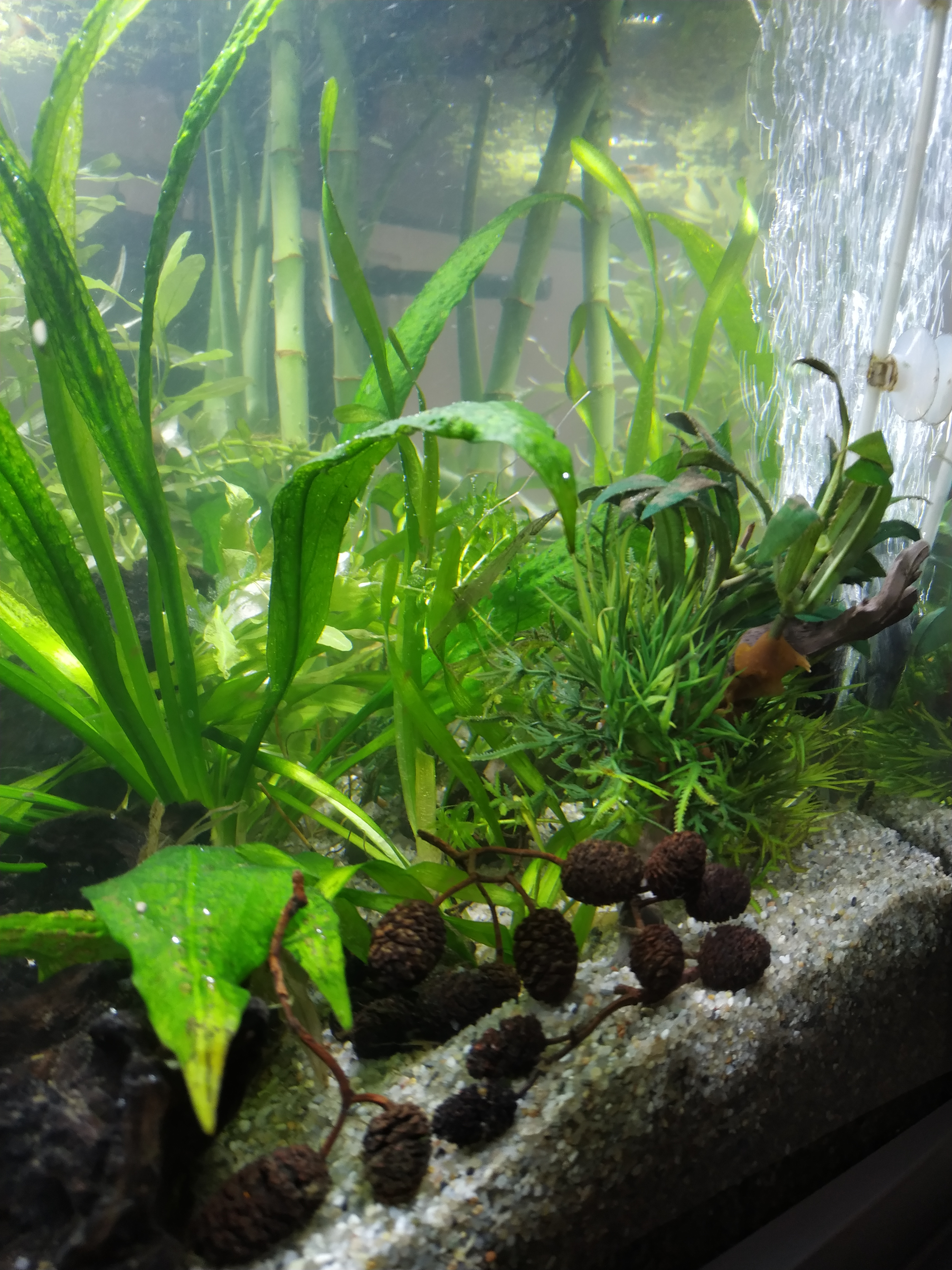
Erlenzapfen im Aquarium

Die Rinde und die Blütenstände werden aufgrund ihres Gerbstoffgehalts zum Gerben verwendet, aus den Zapfen wurde Tinte hergestellt. Die Schwarz-Erle zählte zu den traditionellen Färbebäumen; aus den Blüten wurden grüne und aus den Zweigen braune Farbstoffe gewonnen. Die Borke wurde zusammen mit Eisenteilen über Wochen in Wasser gelagert und mit der daraus entstehenden Substanz wurde Leder schwarz gefärbt.
Zapfen und untergetauchte Zweige werden in der Aquaristik als beständige und das Wassermilieu günstig beeinflussende Dekorationselemente verwendet, wenn ein Schwarzwasserflussbiotop nachgebildet werden soll.
Aufgrund der tiefreichenden Wurzeln werden Schwarz-Erlen zur Verhinderung von Wassererosion gepflanzt und dienen auch der Befestigung von Bach- und Flussufern. Durch die bodenverbessernden Eigenschaften werden sie auch in landwirtschaftlichen Mischkulturen eingesetzt, so zum Beispiel zusammen mit Hirse. Schwarz-Erlen werden auch zur Rekultivierung von alten Deponien in Nachsorge als Pionierpflanzen eingesetzt, um möglichst schnell ein tiefreichendes und den Boden stabilisierendes Wurzelsystem auszubilden.